# Blonde Redhead
Blonde Redhead je americká alternativní rocková hudební skupina, která vznikla v roce 1993 v New Yorku. Kapela sestává ze tří členů, jimiž jsou dvojčata Amedeo a Simone Paceovi a zpěvačka Kazu Makinová.
Ve svých prvních albech zpívá skupina žánry indie rock či noise rock, zatímco pozdější desky, především ty z dvacátého prvního století, jako jsou Misery is a Butterfly (2004) a 23 (2007), znějí spíše jako dream pop a alternativní rock. Svoje osmé album vydala skupina v roce 2010, jmenuje se Penny Sprakle a získalo 39. příčku v americkém žebříčku desek Top 100. Díky tomu je nejvýše postavené album skupiny v historii.

## Diskografie
- Blonde Redhead (1995)
- La Mia Vita Violenta (1995)
- Fake Can Be Just as Good (1997)
- In an Expression of the Inexpressible (1998)
- Melody of Certain Damaged Lemons (2000)
- Misery Is a Butterfly (2004)
- 23v (2007)
- Penny Sparkle (2010)
- Barragán (2014)